# Hypnelus
Hypnelus is een geslacht van vogels uit de familie baardkoekoeken (Bucconidae).

## Soorten
Het geslacht kent de volgende twee soorten:
- Hypnelus bicinctus – Dubbelbandbaardkoekoek
- Hypnelus ruficollis – Roestkeelbaardkoekoek